# يوهان كريستوف أندرياس ماير
يوهان كريستوف أندرياس ماير (بالألمانية: Johann Christoph Andreas Mayer)‏ هو عالم تشريح ألماني، ولد في 8 ديسمبر 1747 في غرايفسفالد في ألمانيا، وتوفي في 1 نوفمبر 1801 في برلين في ألمانيا.